# Profvoetballer van het Jaar 1997
Het gala van de Belgische verkiezing Profvoetballer van het Jaar 1997 werd georganiseerd op 8 juni 1997 in het Hilton Hotel in Brussel. De Zweed Pär Zetterberg mocht de Belgische voetbaltrofee voor de tweede keer in ontvangst nemen. Stanley Menzo werd uitgeroepen tot Keeper van het Jaar, Émile Mpenza tot Jonge Profvoetballer van het Jaar en Eric Gerets tot Trainer van het Jaar.

## Winnaars
Ondanks de landstitel van Lierse SK in het seizoen 1996/97 ging de trofee voor beste speler van het jaar naar de aanvoerder van RSC Anderlecht, dat er met een vierde plaats nochtans een overgangsseizoen had opzitten. De Zweedse middenvelder Pär Zetterberg werd geprezen om zijn leiderschap, uitstekende passing, regelmatigheid en neus voor doelpunten. Met 12 goals werd hij immers topschutter van het team.
De beste doelman en trainer kwamen wel uit het kamp van Lierse. Eric Gerets had de bescheiden middenmoter Lierse met tal van jonge spelers omgevormd tot de landskampioen. De ervaren Nederlandse doelman Stanley Menzo speelde daar ook een belangrijke rol in. Hij werd als eerste buitenlander verkozen tot Keeper van het Jaar.
Émile Mpenza werd verkozen tot Jonge Profvoetballer van het Jaar. De 18-jarige aanvaller van Excelsior Moeskroen was een van de revelaties uit de competitie. Hij was goed voor 12 doelpunten en stond op het verlanglijstje van verscheidene topclubs.
De 47-jarige Frans Van Den Wijngaert werd uitgeroepen tot Scheidsrechter van het Jaar en Gouden Schoen Franky Van der Elst mocht de Fair-Playprijs in ontvangst nemen.

## Uitslag

### Profvoetballer van het Jaar
| Nr. | Land                                      | Winnaar             | Club                | Ptn. |
| --- | ----------------------------------------- | ------------------- | ------------------- | ---- |
| 1.  | Vlag van Zweden                           | Pär Zetterberg      | RSC Anderlecht      | 474  |
| 2.  | Vlag van Kroatië                          | Robert Špehar       | Club Brugge         | 270  |
| 3.  | Vlag van België                           | Nico Van Kerckhoven | Lierse SK           | 117  |
| 4.  | Vlag van België                           | Eric Van Meir       | Lierse SK           | 112  |
| 5.  | Vlag van België · Vlag van Congo-Kinshasa | Émile Mpenza        | Excelsior Moeskroen | 106  |
| 6.  | Vlag van België                           | Franky Van der Elst | Club Brugge         | 103  |
| 7.  | Vlag van België                           | Marc Wilmots        | Schalke 04          | 69   |
| 8.  | Vlag van België                           | Dominique Lemoine   | Excelsior Moeskroen | 45   |
| 9.  | Vlag van België                           | Bart De Roover      | Lierse SK           | 33   |
| 10. | Vlag van Brazilië                         | Wamberto            | Standard Luik       | 31   |

### Keeper van het Jaar
| Nr. | Land                                   | Winnaar              | Club            | Ptn. |
| --- | -------------------------------------- | -------------------- | --------------- | ---- |
| 1.  | Vlag van Nederland · Vlag van Suriname | Stanley Menzo        | Lierse SK       | 458  |
| 2.  | Vlag van België                        | Philippe Vande Walle | Germinal Ekeren | 290  |
| 3.  | Vlag van België                        | Ronny Gaspercic      | KRC Harelbeke   | 203  |

### Trainer van het Jaar
| Nr. | Land            | Winnaar         | Club                               | Ptn. |
| --- | --------------- | --------------- | ---------------------------------- | ---- |
| 1.  | Vlag van België | Eric Gerets     | Lierse SK                          | 712  |
| 2.  | Vlag van België | Georges Leekens | Excelsior Moeskroen / Rode Duivels | 407  |
| 3.  | Vlag van België | Hugo Broos      | Club Brugge                        | 144  |

### Jonge Profvoetballer van het Jaar
| Nr. | Land                                      | Winnaar            | Club                | Ptn. |
| --- | ----------------------------------------- | ------------------ | ------------------- | ---- |
| 1.  | Vlag van België · Vlag van Congo-Kinshasa | Émile Mpenza       | Excelsior Moeskroen | 554  |
| 2.  | Vlag van België · Vlag van Congo-Kinshasa | Mbo Mpenza         | Excelsior Moeskroen | 258  |
| 3.  | Vlag van Nigeria                          | Celestine Babayaro | RSC Anderlecht      | 163  |

### Scheidsrechter van het Jaar
| Nr. | Land            | Winnaar                 | Ptn. |
| --- | --------------- | ----------------------- | ---- |
| 1.  | Vlag van België | Frans Van Den Wijngaert | 255  |
| 2.  | Vlag van België | Marcel Javaux           | 180  |
| 3.  | Vlag van België | Marnix Sandra           | 134  |

### Fair-Playprijs
| Nr. | Land            | Winnaar             | Club           |
| --- | --------------- | ------------------- | -------------- |
| 1.  | Vlag van België | Franky Van der Elst | Club Brugge    |
| 2.  | Vlag van België | Rudi Smidts         | Antwerp FC     |
| 3.  | Vlag van Zweden | Pär Zetterberg      | RSC Anderlecht |